# Ralph Boschung
Ralph Boschung (Monthey, 23 september 1997) is een Zwitsers autocoureur.

## Carrière
Boschung begon zijn autosportcarrière in 2008 in het Zwitserse Romand-kampioenschap, waarin hij vierde werd. In 2009 won hij de VEGA Biesheim, terwijl hij in 2011 zegevierde in de VEGA Autoreille, de Bridgestone South Milano Cup, de Bridgestone Swiss Cup en de Kappellen Trophy.
In 2012 stapte Boschung over naar het formuleracing, waarbij hij zijn debuut maakte in de Formule BMW Talent Cup. Op de Hungaroring won hij zijn eerste race. Enkel het laatste raceweekend op de Motorsport Arena Oschersleben telde echter mee voor het kampioenschap, waarin hij als vijfde eindigde met een overwinning, een vierde plaats en een uitvalbeurt, die hem 37 punten opleverde.
In 2013 stapte Boschung over naar de ADAC Formel Masters, waarin hij uitkwam voor het Team KUG Motorsport. Hij behaalde één overwinning op de Slovakiaring na de diskwalificatie van de uiteindelijke kampioen Alessio Picariello. Met vijf andere podiumplaatsen eindigde hij met 122 punten als zevende in het kampioenschap.
In 2014 bleef Boschung in de ADAC Formel Masters rijden, maar stapte over naar het team Lotus. Hij stond acht keer op het podium, waardoor hij met 160 punten opnieuw zevende werd in het kampioenschap.
In 2015 stapte Boschung over naar de GP3 Series, waar hij uitkwam voor het team Jenzer Motorsport. Op Silverstone wist hij een podiumplaats te behalen met een derde positie achter Kevin Ceccon en Esteban Ocon. Uiteindelijk werd hij elfde in de eindstand met 28 punten.
In 2016 stapte Boschung binnen de GP3 over naar het team Koiranen GP. Vanwege problemen met zijn sponsoren moest hij echter twee raceweekenden missen. Desondanks behaalde hij zijn eerste overwinning op de Red Bull Ring en eindigde mede hierdoor opnieuw als elfde in het klassement met 48 punten.
In 2017 maakte Boschung de overstap naar de hernieuwde Formule 2, waarin hij reed voor het team Campos Racing. Zijn beste resultaat was een zevende plaats op de Red Bull Ring, maar voorafgaand aan het laatste raceweekend verliet hij het team. Met 11 punten werd hij negentiende in het kampioenschap.
In 2018 keerde Boschung terug in de Formule 2, waarin hij uitkomt voor het team MP Motorsport. Na tien raceweekenden, waarin hij 17 punten scoorde met twee zevende plaatsen op het Bahrain International Circuit en het Baku City Circuit als beste klasseringen, verliet hij het team en werd hij vervangen door Niko Kari. Uiteindelijk werd hij achttiende in de eindstand.
In 2019 maakte Boschung binnen de Formule 2 de overstap naar het team Trident. Hij kende een moeilijk seizoen waarin hij vanwege gebrek aan sponsorgeld vier raceweekenden moest missen. Hij scoorde enkel punten met een tiende plaats op het Circuit de Barcelona-Catalunya en een negende plaats op het Circuit de Monaco. Met 3 punten werd hij negentiende in het eindklassement.
In 2020 had Boschung voor het grootste deel van het seizoen geen racezitje. In de seizoensfinale van de Formule 2 op het Bahrain International Circuit mocht hij echter instappen bij het team van Campos als vervanger van Jack Aitken, die dat weekend voor het Formule 1-team van Williams reed. In de eerste race werd Boschung veertiende, terwijl hij in de tweede race uitviel.
In 2021 keerde Boschung fulltime terug in de Formule 2 bij Campos. Hij maakte een goed seizoen mee, waarin hij regelmatig tot scoren kwam. Aan het eind van het seizoen behaalde hij zijn eerste podiumfinishes op het Jeddah Corniche Circuit en het Yas Marina Circuit. Met 59,5 punten werd hij tiende in het kampioenschap.
In 2022 bleef Boschung actief bij het Formule 2-team van Campos. Hij behaalde een podiumplaats op het Autodromo Enzo e Dino Ferrari. Gedurende het seizoen moest hij zes raceweekenden missen vanwege aanhoudende nekpijn. Bij zijn terugkeer op het Circuit de Spa-Francorchamps eindigde hij direct op het podium. Met 40 punten werd hij vijftiende in het klassement.
In 2023 reed Boschung opnieuw in de Formule 2 bij Campos. Hij kende een sterke seizoensstart met een overwinning in de openingsrace in Bahrein, gevolgd door een tweede plaats in de tweede race van dat weekend. Hierna stond hij echter geen enkele keer meer op het podium en eindigde hij slechts vier keer in de top 10. Met 37 punten werd hij zestiende in de eindstand.